# Équipe d'Autriche de curling
L'équipe d'Autriche de curling est la sélection qui représente l'Autriche dans les compétitions internationales de curling.
En 2017, l'équipe nationale est classé comme nation numéro 17 chez les hommes et 27 chez les femmes.

## Palmarès et résultats

### Palmarès masculin
Titres, trophées et places d'honneur
- Jeux Olympiques Hommes 
  - aucune participation
- Championnats du monde Hommes depuis 2002 (1 participation(s))
  - Meilleur résultat : 10ème pour : Championnats du monde Hommes - Round Robin
- Championnats d'Europe Hommes depuis 2002 (3 participation(s))
  - Meilleur résultat : Tie-break en 2016

### Palmarès féminin
Titres, trophées et places d'honneur
- Jeux Olympiques Femmes 
  - aucune participation
- Championnats du monde Femmes
  - aucune participation
- Championnats d'Europe Femmes depuis 2005 (2 participation(s))
  - Meilleur résultat : Tie-break en 2007

### Palmarès mixte
Titres, trophées et places d'honneur
- Jeux Olympiques Hommes depuis 2018
  - aucune participation
- Championnat du Monde Doubles Mixte depuis 2015 (2 participation(s))
  - Meilleur résultat : 4ème pour : Championnat du Monde Doubles Mixte - Groupe C